# Château de Launay (Saint-Paër)
Pour les articles homonymes, voir Château de Launay.
Le château de Launay est une demeure du début du XVIIe siècle qui se dresse sur le territoire de la commune française de Saint-Paër, dans le département de la Seine-Maritime, en région Normandie.
Le château, propriété privée non ouverte à la visite, est partiellement inscrit au titre des monuments historiques.

## Localisation
Le château de Launay est situé à l'écart de la commune de Saint-Paër, dans le département français de la Seine-Maritime.

## Historique
Le château est construit au début du XVIIe siècle par Claude Labbé, conseiller au Parlement de Normandie. En 1701, alors possession de Claude Fournier de Joigny, il est ravagé par un incendie causé par la foudre, on le restaure et le dote d'un avant-corps arrondi.
Au XVIIIe siècle, Pierre-Robert Le Cornier de Cideville, conseiller au Parlement de Normandie, puis président de l'Académie de Rouen, y reçoit Fontenelle et Voltaire.
En 1786, la demeure est acquise par Pierre-Louis Baudouin de Joigny , armateur et assureur maritime, où la famille y organisera de somptueuses réceptions au XIXe siècle. Émile Baudoin de Joigny y meurt en 1909.
Après la Seconde Guerre mondiale, le château est restauré par Jean des Guerrots.

## Protection
Au titre des monuments historiques :
- le château est inscrit par arrêté du 2 février 1932 ;
- le parc du château et les bâtiments anciens qu'il renferme (granges et communs) sont inscrits par arrêté du 12 février 1948.

## Pour approfondir